# Násirovo jezero
Násirovo jezero, resp. Núbijské jezero (anglicky Lake Nasser, arabsky بحيرة ناصر;‎ [Buhayrat Nasir]), je přehradní nádrž, která vznikla na řece Nilu za Vysokou Asuánskou přehradou v roce 1971. Patří mezi největší přehradní nádrže na světě. Má rozlohu 5250 km², délku 510 km a objem 157 km³. Dosahuje hloubky 180 m. Táhne se od Asuánu přes Nubii až do Vádí Halfa v Súdáně. 83 % rozlohy je na území Egypta a je tam nazývané podle bývalého egyptského prezidenta Gamála Násira a 17 % zasahuje do Súdánu, kde se nazývá Núbijské jezero.